# Allt hänger samman
Allt hänger samman är ett musikalbum av den svenska duon Sagor & Swing. Albumet släpptes 6 november 2003.
Johannes Nyholm regisserade en musikvideo till låten "Alla sagor har ett slut". Videon utgörs av en animerad stillbild av en motorled en novemberkväll, där trafiken styrs av musiken. Låten "Lövverk" användes i filmen Ett öga rött (2007).

## Låtlista
1. "Återkomsten" - 2:44
2. "Lövverk" - 3:25
3. "Vid en tjärn" - 5:28
4. "Grottmusik" - 2:22
5. "Polska från Insjön" - 3:20
6. "Längre in i skogen" - 6:17
7. "Längst inne i skogen" - 3:20
8. "Det sista äventyret" - 4:13
9. "Vandring bort" - 4:05
10. "Flyttfåglar" - 1:43
11. "Alla sagor har ett slut" - 6:03

Total speltid: 43:00

## Medverkande
- Henrik Jonsson - mastering
- Maria Larsson - foto
- Eric Malmberg - orgel, Moog och dragspel
- Ulf Möller - trummor och slagverk

### Fotnoter
1. ↑  ”Allt hänger samman”. Discogs.com. http://www.discogs.com/Sagor-Swing-Allt-H%C3%A4nger-Samman/release/350765. Läst 19 maj 2012.
2. ↑  ”Alla sagor har ett slut”. Svensk Filmdatabas. http://sfi.se/sv/svensk-filmdatabas/Item/?type=MOVIE&itemid=57921. Läst 13 augusti 2013.
3. ↑  ”Eric Malmberg”. Svensk filmdatabas. http://www.sfi.se/sv/svensk-filmdatabas/Item/?type=PERSON&itemid=344699&ref=%2ftemplates%2fSwedishFilmSearchResult.aspx%3fid%3d1225%26epslanguage%3dsv%26searchword%3deric+malmberg%26type%3dPerson%26match%3dBegin%26page%3d1%26prom%3dFalse. Läst 19 maj 2012.